# Ligue européenne masculine de volley-ball 2013
Navigation
2012 2014
La 10e Ligue européenne de volley-ball s'est déroulée du 13 juin au 14 juillet 2013. La phase finale a eu lieu à Marmaris en Turquie.  C'est la Belgique qui s'est imposée en finale contre la Croatie.

## Nouveauté de l'édition 2013
La CEV a décidé de tester un nouveau système de jeu : 3 sets gagnants de 21 points avec toujours 2 points d'écart.

## Équipes participantes
- Autriche
- Biélorussie
- Belgique
- Croatie
- Tchéquie
- Danemark
- Hongrie
- Israël
- Monténégro
- Slovaquie
- Espagne
- Turquie

## Tour préliminaire

### Composition des groupes
| Groupe A                             | Groupe B                            | Groupe C                           |
| ------------------------------------ | ----------------------------------- | ---------------------------------- |
| Danemark Slovaquie Belgique Autriche | Espagne Tchéquie Hongrie Monténégro | Israël Croatie Biélorussie Turquie |

### Groupe A
| # | Équipe    | Pts | J  | G  | Gt | Pt | P  | Sp | Sc | Ratio | Pp  | Pc  | Ratio |
| 1 | Belgique  | 34  | 12 | 10 | 2  | 0  | 0  | 36 | 7  | 5.143 | 887 | 736 | 1.205 |
| 2 | Slovaquie | 18  | 12 | 6  | 0  | 0  | 6  | 23 | 21 | 1.095 | 858 | 813 | 1.055 |
| 3 | Autriche  | 14  | 12 | 4  | 0  | 2  | 6  | 18 | 27 | 0.667 | 837 | 909 | 0.921 |
| 4 | Danemark  | 6   | 12 | 2  | 0  | 0  | 10 | 9  | 31 | 0.29  | 709 | 833 | 0.851 |

### Groupe B
| # | Équipe     | Pts | J  | G | Gt | Pt | P  | Sp | Sc | Ratio | Pp  | Pc  | Ratio |
| 1 | Tchéquie   | 27  | 12 | 7 | 2  | 2  | 1  | 32 | 19 | 1.684 | 980 | 926 | 1.058 |
| 2 | Monténégro | 24  | 12 | 6 | 3  | 0  | 3  | 30 | 17 | 1.765 | 921 | 851 | 1.082 |
| 3 | Espagne    | 20  | 12 | 5 | 1  | 3  | 3  | 27 | 24 | 1.125 | 994 | 961 | 1.034 |
| 4 | Hongrie    | 1   | 12 | 0 | 0  | 1  | 11 | 7  | 36 | 0.194 | 724 | 881 | 0.822 |

### Groupe C
| # | Équipe      | Pts | J  | G  | Gt | Pt | P | Sp | Sc | Ratio | Pp  | Pc  | Ratio |
| 1 | Croatie     | 31  | 12 | 10 | 0  | 1  | 1 | 33 | 12 | 2.75  | 920 | 776 | 1.186 |
| 2 | Biélorussie | 17  | 12 | 5  | 1  | 0  | 6 | 23 | 23 | 1     | 878 | 883 | 0.994 |
| 3 | Turquie     | 13  | 12 | 4  | 0  | 1  | 7 | 17 | 26 | 0.654 | 778 | 831 | 0.936 |
| 4 | Israël      | 11  | 12 | 3  | 1  | 0  | 8 | 15 | 27 | 0.556 | 745 | 831 | 0.897 |

## Phase finale
La phase finale se disputera du 13 au 14 juillet 2013 à Marmaris (Turquie). Les équipes sont : le pays organisateur et les 1ers de chaque poule.
|  | Demi-finales | Demi-finales |                        |   | Finale    | Finale    |
|  | Demi-finales | Demi-finales |                        |   | Finale    | Finale    |
|  |              |              |                        |   |           |           |
|  | 13.07.13,    | 13.07.13,    |                        |   | 14.07.13, | 14.07.13, |
|  | 13.07.13,    | 13.07.13,    |                        |   | 14.07.13, | 14.07.13, |
|  | Tchéquie     | 0            |                        |   | 14.07.13, | 14.07.13, |
|  | Tchéquie     | 0            |                        |   | 14.07.13, | 14.07.13, |
|  | Belgique     | 3            |                        |   | 14.07.13, | 14.07.13, |
|  | Belgique     | 3            | Belgique               | 3 |           |           |
|  | 13.07.13,    |              | Belgique               | 3 |           |           |
|  |              | Croatie      | 0                      |   |           |           |
|  | Turquie      | Croatie      | 0                      | 2 |           |           |
|  | Turquie      |              |                        | 2 |           |           |
|  | Croatie      | 3            |                        |   |           |           |
|  | Croatie      | 3            | Match pour la 3e place |   |           |           |
|  |              |              |                        |   |           |           |
|  | 14.07.13,    |              |                        |   |           |           |
|  |              |              |                        |   |           |           |
|  | Tchéquie     | 3            |                        |   |           |           |
|  | Tchéquie     | 3            |                        |   |           |           |
|  | Turquie      | 1            |                        |   |           |           |
|  | Turquie      | 1            |                        |   |           |           |

## Classement final
| Place              | Équipe      |
| ------------------ | ----------- |
| Médaille d'or      | Belgique    |
| Médaille d'argent  | Croatie     |
| Médaille de bronze | Tchéquie    |
| 4                  | Turquie     |
| 5                  | Monténégro  |
| 6                  | Espagne     |
| 7                  | Slovaquie   |
| 8                  | Biélorussie |
| 9                  | Autriche    |
| 10                 | Israël      |
| 11                 | Danemark    |
| 12                 | Hongrie     |

## Distinctions individuelles
- MVP :  Bram Van den Dries
- Meilleur marqueur :  Ivan Raič
- Meilleur attaquant :  Michal Finger
- Meilleur contreur :  Tomáš Široký
- Meilleur serveur :  Tsimafei Zhukouski
- Meilleur passeur :  Matthias Valkiers
- Meilleur réceptionneur :  Adam Bartoš
- Meilleur libero :  Stijn Dejonckheere